# Günderer 1 (Weyarn)

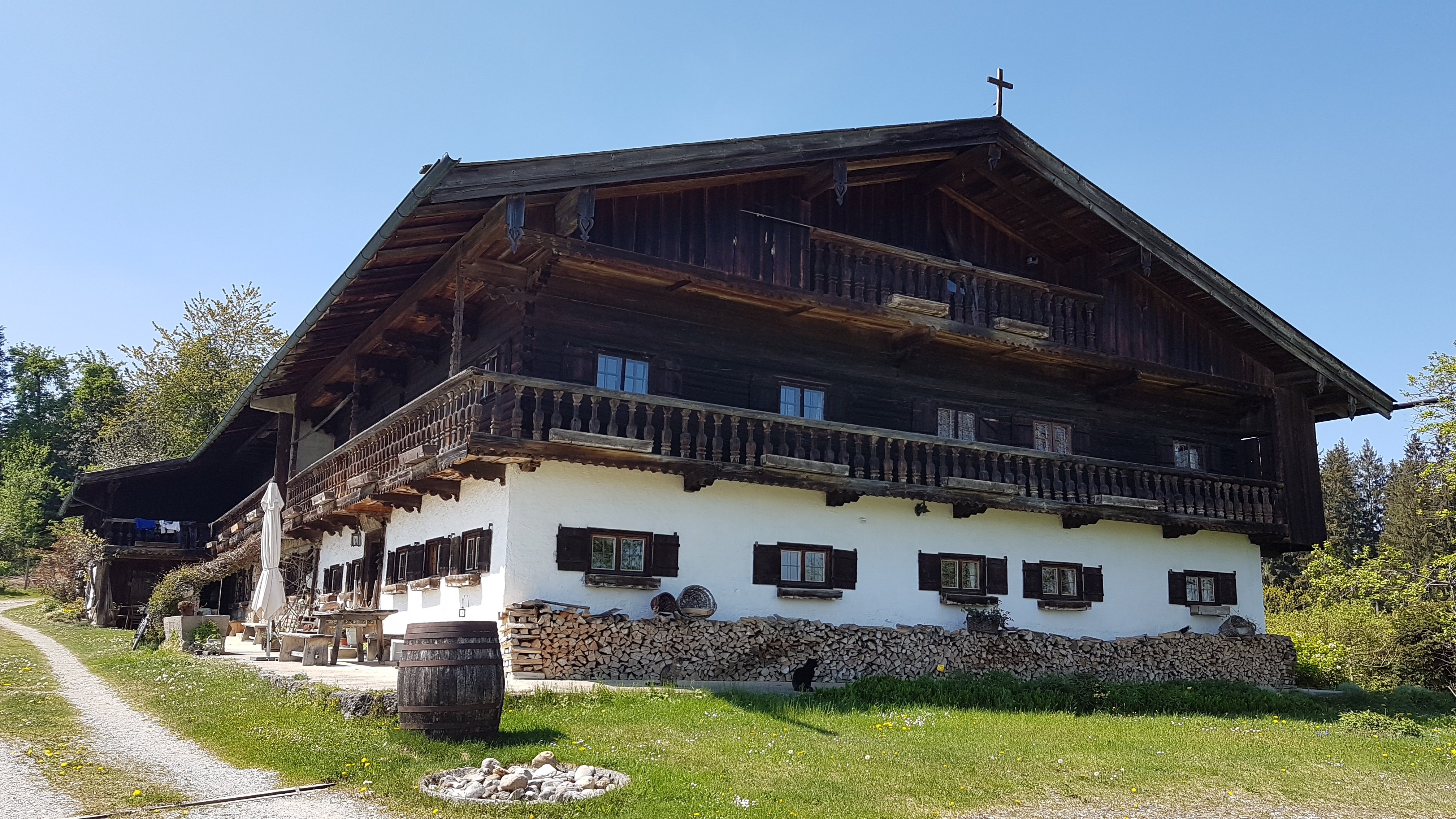
Günderer 1 am Taubenberg

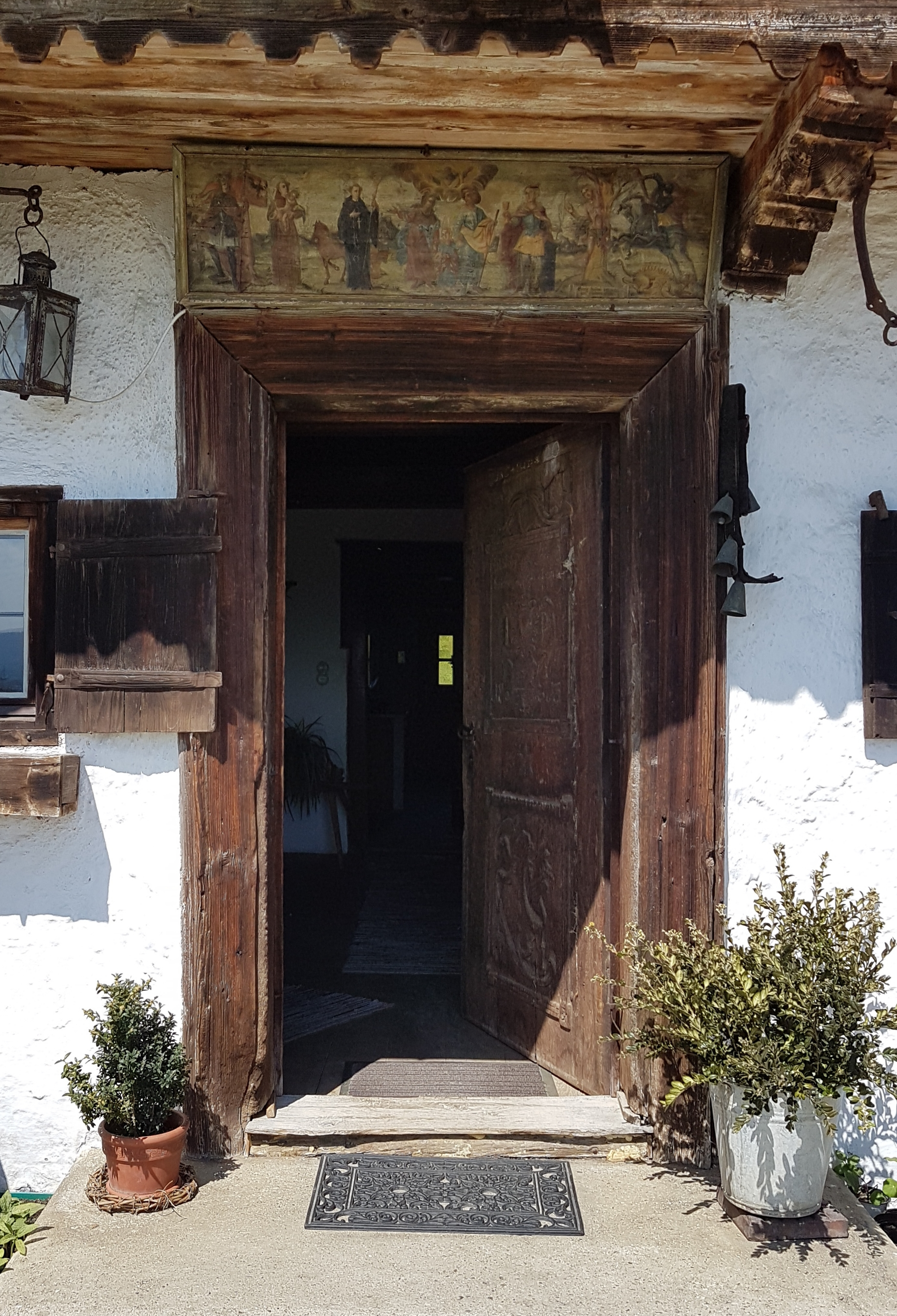
Haustür von 1813

Das Gebäude Günderer 1 ist ein unter der Aktennummer D-1-82-137-47 denkmalgeschützter ehemaliger Bauernhof. Er befindet sich auf dem südöstlichen Abhang des Taubenbergs, auf 723 m Höhe, in der Gemeinde Weyarn (bis 1978 Gemeinde Gotzing). Errichtet wurde der Bauernhof im Jahr 1769.

## Geschichte
Zum ersten Mal wurde der Hof im Jahr 1450 in einer Lehensurkunde erwähnt, als der Weyarner Propst Christian Kiezagl das Gut der Familie Ottenscheffler verliehen hatte. Im Jahre 1769 wurde der Bauernhof neu errichtet (an der Laubentür vermerkt). In der ersten Hälfte der 1860er Jahre wurde der Hof von Joseph Victor von Scheffel mehrmals auf seinen Wanderungen während seines Aufenthalts in Großpienzenau aufgesucht und er ließ seine Eindrücke literarisch einfließen. Aus einem abgebrochenen Reisacher Hof wurde die geschnitzte Eingangstür von 1813 mit Supraportengemälde im Jahr 1905 hierher transferiert. Seit 1983 befindet sich an der rückwärtigen Nordseite ein aus Mitterdarching übertragener denkmalgeschützter Getreidekasten ohne seinen Unterbau. Außerdem ist das der Hof von der Familie Hofer aus der Serie „Die Rosenheim Cops“, jedoch wird gebittet den Hof nicht zu betreten, da es ein Privatgrundstück ist und die Familie die den Hof führt bittet um deren Privatsphäre. Ein Foto aus weiter Entfernung ist meist unproblematisch.

## Beschreibung

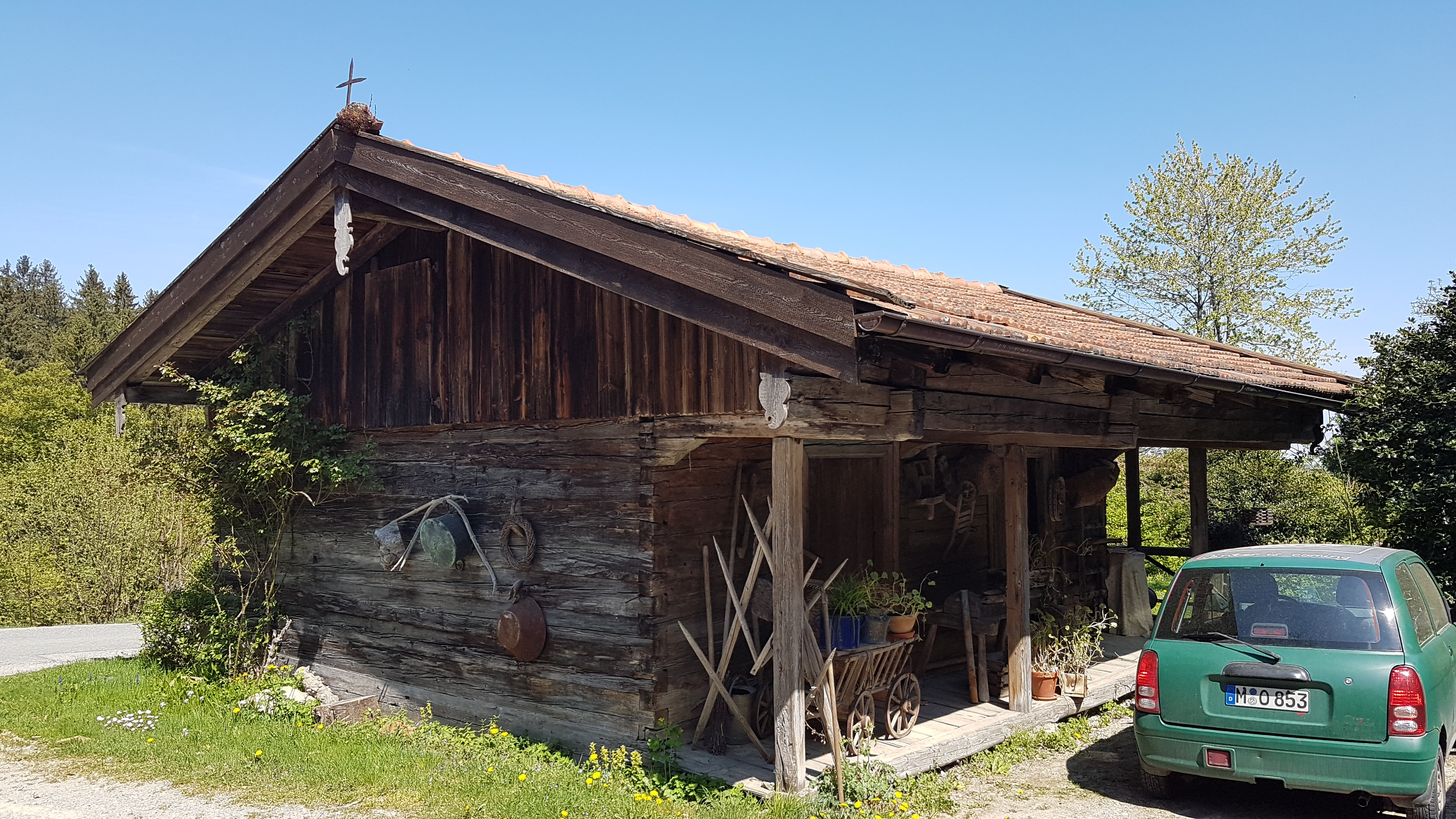
Der Getreidekasten

Der ehemalige Bauernhof ist ein stattlicher Flachsatteldachbau mit Blockbau-Obergeschoss. Er hat an der Ost- und Südseite eine umlaufende Balusterlaube und eine östliche Giebellaube. An der geschnitzten Haustür ist unter anderem ein Löwe zu sehen und darüber ist ein Supraportengemälde mit religiöser Darstellung angebracht. Der langgezogene Wirtschaftsteil ist zum Teil aus Natursteinmauerwerk ausgeführt und zu Wohnzwecken ausgebaut.